# Moutier-Malcard
Moutier-Malcard é uma comuna francesa na região administrativa da Nova Aquitânia, no departamento de Creuse. Estende-se por uma área de 25,81 km². Em 2010 a comuna tinha 550 habitantes (densidade: 21,3 hab./km²).